# Righteous
Righetous è un singolo del rapper statunitense Juice Wrld, pubblicato il 24 aprile 2020 come primo estratto dal terzo album in studio Legends Never Die.

## Video musicale
Il video musicale, diretto da Steven Cannon, è stato reso disponibile il 24 aprile 2020 in concomitanza con l'uscita del singolo.

## Tracce
Testi e musiche di Jarad Higgins, Nick Mira e Ryan Vojtesak.
1. Righteous – 4:03

## Formazione
- Juice Wrld – voce
- Nick Mira – produzione
- Charlie Handsome – co-produzione
- Max Lord – mastering, missaggio, registrazione

## Successo commerciale
Righteous ha fatto il proprio ingresso all'11ª posizione della Billboard Hot 100 nella pubblicazione del 9 maggio 2020. È risultato il 12ª brano più scaricato e il 2º più riprodotto in streaming della settimana, rispettivamente con 7 000 copie pure e 29,1 milioni di stream. Nella classifica dei singoli britannica, invece, ha esordito al numero 26 nella sua prima settimana d'uscita grazie a 18 824 unità di vendita, diventando la terza top thirty del rapper nella Official Singles Chart.

## Classifiche
| Classifica (2020) | Posizione massima |
| ----------------- | ----------------- |
| Australia         | 15                |
| Austria           | 26                |
| Belgio (Fiandre)  | 62                |
| Canada            | 9                 |
| Danimarca         | 32                |
| Estonia           | 8                 |
| Finlandia         | 19                |
| Francia           | 186               |
| Germania          | 48                |
| Grecia            | 20                |
| Irlanda           | 7                 |
| Islanda           | 21                |
| Italia            | 76                |
| Lituania          | 20                |
| Norvegia          | 20                |
| Nuova Zelanda     | 14                |
| Paesi Bassi       | 38                |
| Portogallo        | 41                |
| Regno Unito       | 26                |
| Repubblica Ceca   | 47                |
| Slovacchia        | 44                |
| Stati Uniti       | 11                |
| Svezia            | 31                |
| Svizzera          | 38                |
| Ungheria          | 18                |